# Marian Zyndram-Kościałkowski
Marian Zyndram-Kościałkowski (16. března 1892 Pandėlys - 12. dubna 1946 Brookwood) byl polský politik a voják, jedna z opor Piłsudského sanačního režimu. Od 13. října 1935 do 15. května 1936 byl premiérem Polska. Byl též ministrem vnitra (1934-1935), ministrem práce (1936-1939), białystockým vojvodou (1930-1934) a starostou Varšavy (1934). Jako mnoho dalších osobností polské druhé republiky a sanace byl svobodným zednářem.

## Život
Narodil se na území dnešní Litvy (tehdy Ruského impéria). Pocházel ze šlechtické rodiny. V roce 1903 odjel do Petrohradu, kde vychodil střední školu a poté začal studovat na místním neurologickém ústavu. Také studoval zemědělství na Technické univerzitě v Rize. V roce 1911 se stal členem socialistické odbojové organizace Związek Walki Czynnej, usilující o nezávislost Polska. Spolu s Walery Sławkem byl spoluzakladatelem této skupiny na severozápadě Ruské říše. V roce 1912 byl jmenován jejím velitelem v Pobaltí. V létě 1914, po vypuknutí první světové války, plánoval vstoupit do polských legií, ale dostal rozkaz zůstat ve Varšavě. V roce 1915 se připojil k Polské vojenské organizaci, jeho nom de guerre (válečná přezdívka) bylo Jerzy Orwid. 7. února 1915 ho Józef Piłsudski povýšil na podporučíka. V roce 1918 byl Piłsudski kmotrem jeho syna.
Koncem roku 1918 se Zyndram-Kościałkowski připojil k nově vytvořené polské armádě a v roce 1919 byl převelen do druhého oddělení polského generálního štábu. Aktivně se zapojil do činnosti polské rozvědky v jižní Litvě. V dubnu 1919 přišel do Wilna (Vilniusu) a brzy poté mu Piłsudski nařídil provádět sabotážní útoky v týlu Rudé armády. V září 1920 byl Zyndram-Kościałkowski jmenován velitelem skupiny Bieniakonie. Spolu s touto jednotkou se zúčastnil Żeligowského vzpoury, která vyústila ve vytvoření Republiky Střední Litva. V letech 1920-1922 velel druhému oddělení (zpravodajství) generálního štábu ozbrojených sil Střední Litvy.
V roce 1922 se připojil k Polské lidové straně (Polskie Stronnictwo Ludowe "Wyzwolenie") a brzy byl zvolen jejím předsedou (byl jím do roku 1925). Stal se poslancem Sejmu, proto musel opustit armádu. Zůstal v parlamentu až do roku 1939. V dubnu 1925 opustil lidovou stranu a spolu Kazimierzem Bartelem spoluvytvořil tzv. Parlamentní klub práce, později přejmenovaný na Stranu práce.
V květnovém převratu v roce 1926 nehrál žádnou významnou roli. Sanační režim ale podpořil. V květnu 1927 se stal členem varšavské městské rady. Současně byl místopředsedou Asociace armádních záložníků a předním členem Asociace polských měst. V březnu 1928 se stal místopředsedou nově vzniklého Bloku nestraníků pro spolupráci s vládou. 20. července 1930 byl jmenován vojvodou Białystockého vojvodství a zůstal v této funkci až do konce února 1934. Zlepšil místní správu, vybudoval kanalizaci a nechal vydláždit ulice Białystoku. Založil také výbor pro nezaměstnanost a Agrární komoru. Byl také jedním ze spoluzakladatelů sportovního klubu Jagiellonia Białystok.
Poté, co byl 28. června 1934 ukrajinskými nacionalisty zavražděn ministr vnitra Bronisław Pieracki, převzal Zyndram-Kościałkowski jeho post. Jako ministr se snažil zefektivnit místní správu a dohodnout se s umírněnými ukrajinskými organizacemi, jako byla Ukrajinská národní demokratická aliance. Ta na základě jím vyjednaných dohod dokonce kandidovala v polských parlamentních volbách roku 1935.
Dne 13. října 1935 byl jmenován předsedou vlády. Potlačil pak vliv tzv. Piłsudského plukovníků. Vzhledem k ekonomickým potížím poloviny 30. let hrál ve vládě klíčovou roli Eugeniusz Kwiatkowski, který byl ministrem průmyslu a obchodu. Na jaře 1936 zahájily socialistické a komunistické organizace sérii protivládních demonstrací. Ve Lvově policie zabila 9 lidí a zranila přes 200. Tyto sociální nepokoje podkopaly pozici Zyndrama-Kościałkowského. 15. května 1936 ho prezident Ignacy Mościcki odvolal z funkce a nahradil ho Felicjanem Sławojem Składkowskim. Zyndram-Kościałkowski byl jmenován v nové vládě ministrem práce, ve funkci zůstal do 30. září 1939.
Po německé invazi do Polska byl internován v Rumunsku, ale podařilo se mu odejít do exilu, nejprve do Francie a později do Británie. Nový exilový premiér, generál Władysław Sikorski, ho však v Británii nechal zatknout a poslat do tábora pro politické odpůrce na skotském Isle of Bute. Byl obviněn z pronásledování a týrání opozice (zejména v táboře Bereza Kartuska) a za vinu mu byla kladena též smrt dělníků při demonstracích. Spolu s ním byla internována i jeho nová partnerka, herečka Maria Balcerkiewiczová. Zasnoubili se, ale zemřel dříve, než se mohli vzít.